# .gn
7638ᥴorrᥱιᥲ_
.gn (Guiné) é o código TLD (ccTLD) na Internet para a Guiné.